# Krushevë
Krushevë (serb. Крушево, Kruševo) – wieś w Kosowie, w regionie Prizren, w gminie Dragaš. W 2011 roku liczyła 857 mieszkańców. 